# ヴォイス (上原ひろみのアルバム)
『ヴォイス』（Voice）は、ジャズ・ピアニスト上原ひろみが2011年に発表した7作目のスタジオ・アルバム。原盤権を持つレーベルはテラークだが、日本のユニバーサルミュージックから先行発売され、DVD付の初回生産限定盤もリリースされた。

## 背景
ザ・トリオ・プロジェクトとしての第1作に当たるアルバムで、以前にも上原のアルバムに参加したアンソニー・ジャクソンと、本作が初共演となるサイモン・フィリップスを迎えて制作された。上原によれば、まずジャクソンを含むトリオの演奏を想定して曲作りを始め、その後、フィリップスのドラムが曲のイメージに合うことから、彼にオファーしたという。ただし、収録曲のうち「ヘイズ」はピアノ・ソロ演奏である。なお、上原はその後も、同じメンバーのトリオで『MOVE』（2012年）、『ALIVE』（2014年）といったアルバムを発表している。
レコーディングはアメリカのニュージャージー州で行われたが、ジャケットの写真は新宿ロフトで撮影された。

## 反響・評価
本作は2011年度のビルボード・ジャパン・ミュージック・アワードでJazz Albums of the Yearを受賞。また、2011年6月にリリースされたアメリカ盤は『ビルボード』のジャズ・アルバム・チャートで16位に達した。
アレックス・ヘンダーソンはオールミュージックにおいて5点満点中4点を付け「ひろみ/ジャクソン/フィリップスのトリオは、いくつかの曲で彼（女）らが他の場所で見せてこなかったロック的な力強さを披露しているが、この66分のCDは、いかなる場面でもジャズ的な精神を失っていない」と評している。

## 収録曲
特記なき楽曲は上原ひろみ作。
1. ヴォイス - Voice - 9:13
2. フラッシュバック - Flashback - 8:39
3. ナウ・オア・ネヴァー - Now or Never - 6:16
4. テンプテーション - Temptation - 7:51
5. ラビリンス - Labyrinth - 7:40
6. デザイアー - Desire - 7:16
7. ヘイズ - Haze - 5:59
8. デルージョン - Delusion - 7:43
9. ベートーヴェン:ピアノ・ソナタ 第8番《悲愴》第2楽章 - Beethoven's Piano Sonata N°8 - Pathetique (Ludwig van Beethoven) - 5:13

### 初回生産限定盤DVD
1. メイキング・オブ・ヴォイス
2. ナウ・オア・ネヴァー（スタジオ・ライヴ）

## 参加ミュージシャン
- 上原ひろみ - ピアノ、キーボード
- アンソニー・ジャクソン - コントラバス・ギター
- サイモン・フィリップス - ドラムス